# Hagelshoek
Hagelshoek ist ein Ortsteil der Stadt Bad Bentheim im niedersächsischen Landkreis Grafschaft Bentheim.

## Geografie und Verkehrsanbindung
Der Ort liegt westlich der Kernstadt Bad Bentheim. Die L 39 verläuft unweit südlich, die B 403 östlich und die A 30 nördlich.

## Geschichte
Im Rahmen der niedersächsischen Gemeindegebietsreform wurde am 1. März 1974 die Samtgemeinde Gildehaus, in der Hagelshoek Mitgliedsgemeinde war, zusammen mit der Stadt Bentheim und den Gemeinden Bardel und Sieringhoek zur Einheitsgemeinde Stadt Bentheim zusammengeschlossen.

## Politik
Nach der Eingemeindung wurde Hagelshoek zu einer Ortschaft nach dem Niedersächsischen Kommunalverfassungsgesetz. Der Rat der Stadt beruft daher einen Ortsvorsteher, der sich um die Belange der Ortschaft kümmert und die Stadtverwaltung sowie die Gremien des Rates in allen Fragen unterstützt, die die Ortschaft betrifft. Ortsvorsteher von Hagelshoek ist Gerd Bertels.

## Vereine
Der Schützenverein Waldseite-Hagelshoek e. V. wurde im Jahr 1898 gegründet.

## Persönlichkeiten

### Söhne und Töchter des Ortes
- Heinrich Kloppers (1891–1944), Arbeiter und Widerstandskämpfer gegen den Nationalsozialismus